# 自然体験活動推進協議会
自然体験活動推進協議会(しぜんたいけんかつどうすいしんきょうぎかい、英語:Council for Outdoor & Nature Experiences)は、東京都渋谷区代々木神園3-1国立オリンピック記念青少年総合センター内に本部を置く、特定非営利活動法人 (NPO)。略称は、英語表記より「CONE (コーン)」。

## 沿革
- 平成12(2000)年5月 - 自然体験活動推進協議会の設立。
- 平成14(2002)年3月 - 自然体験活動推進協議会の特定非営利活動法人 (NPO)化によりNPO法人自然体験活動推進協議会に改称。